# Jardín Botánico de Kaunas de la Universidad Vytautas Magnus
El Jardín Botánico de la Universidad Vytautas Magnus (en lituano: Vytauto Didžiojo universiteto Botanikos sodas, en latín: Hortus Botanicus Universitati Vytauti Magni) es un jardín botánico de unas 62,5 hectáreas de extensión, que se encuentra en Kaunas, Lituania. Depende administrativamente de la Universidad Vytautas Magnus.
Este jardín botánico es miembro del BGCI, y su código de identificación internacional es KAUN.

## Historia
El jardín botánico de Kaunas de la universidad Vytautas Magnus fue fundado en 1923 por el profesor Constantin Andreas von Regel.

## Galería de fotos

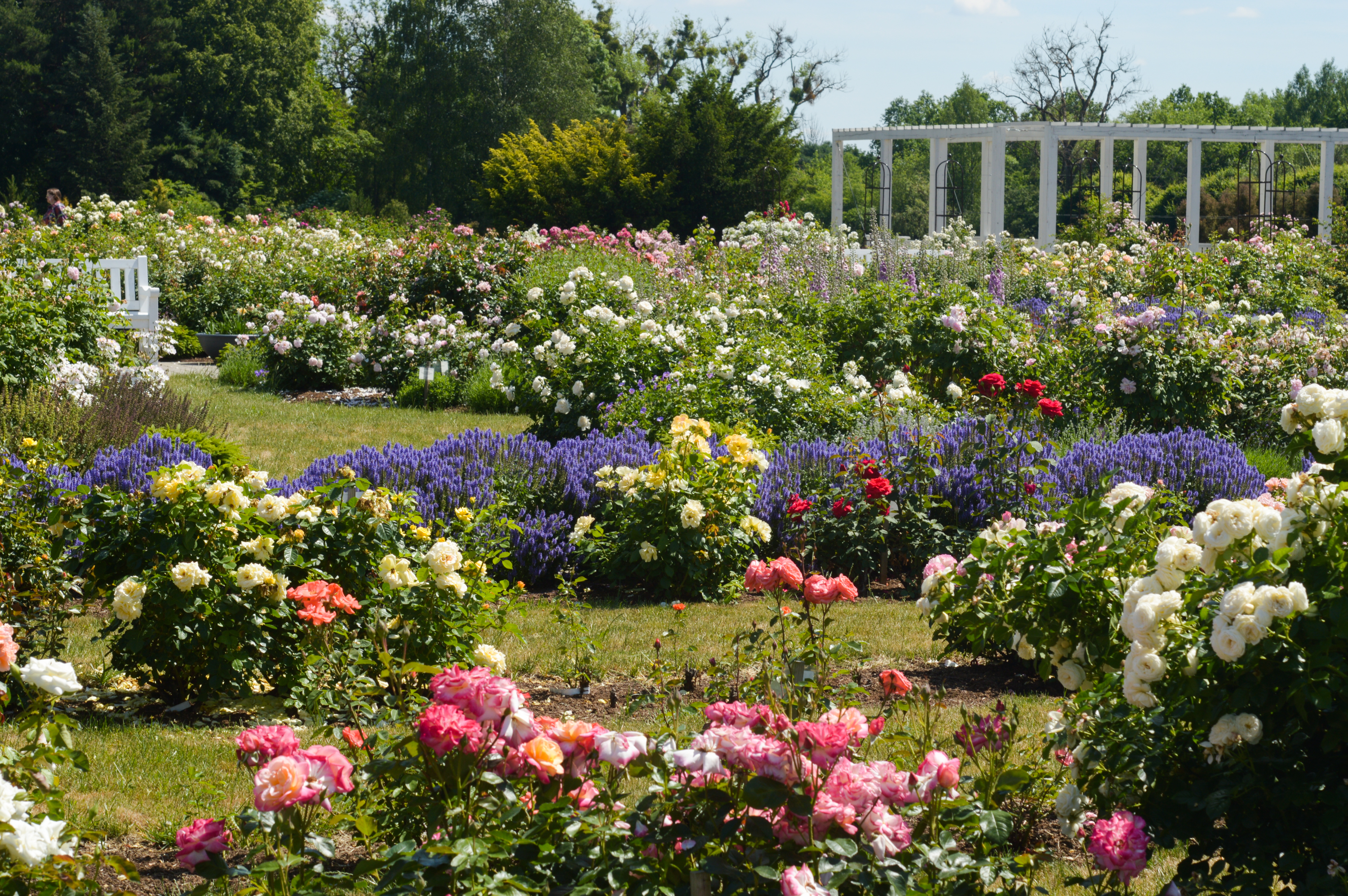
Rosaleda
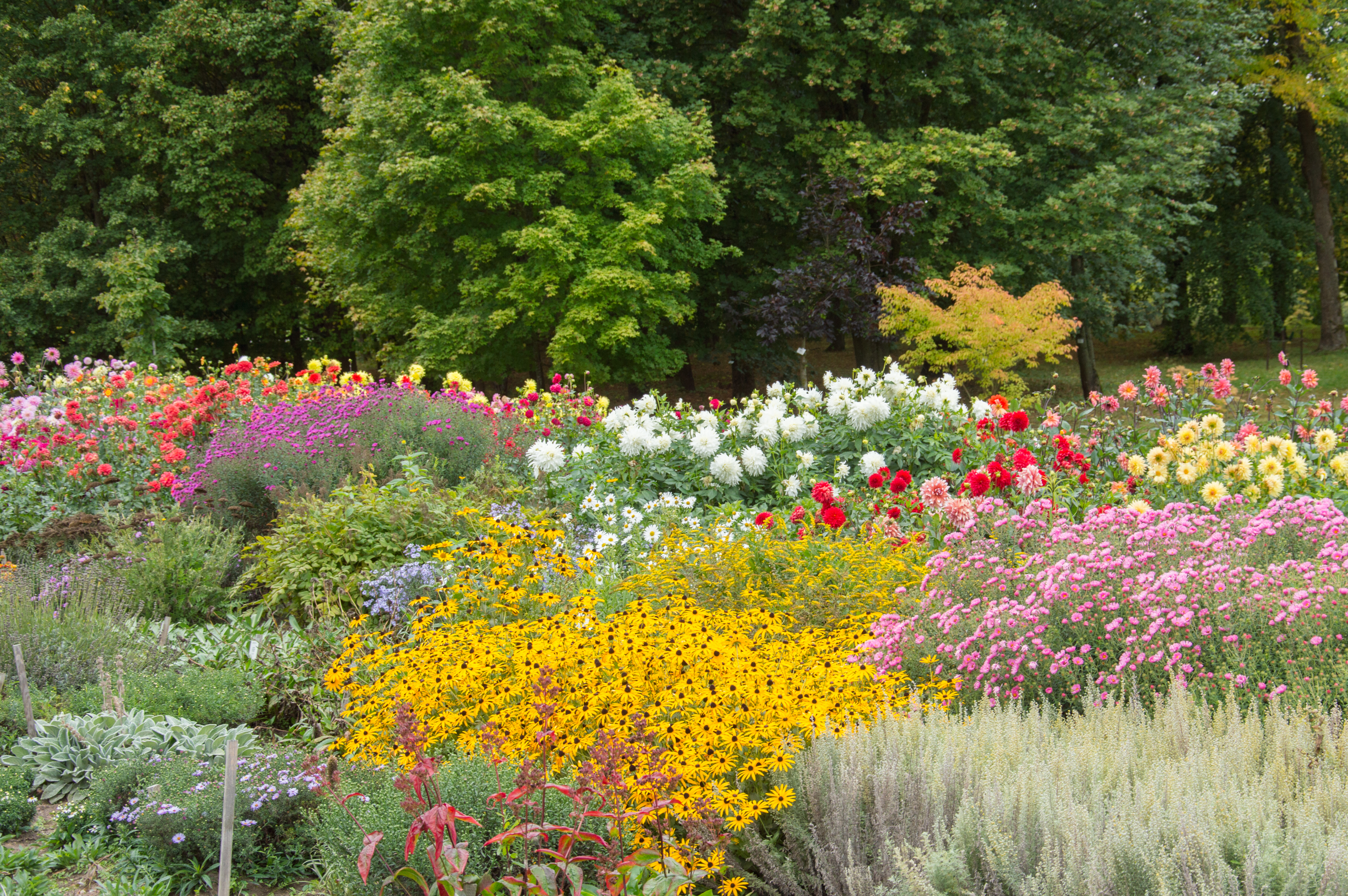
Plantas ornamental
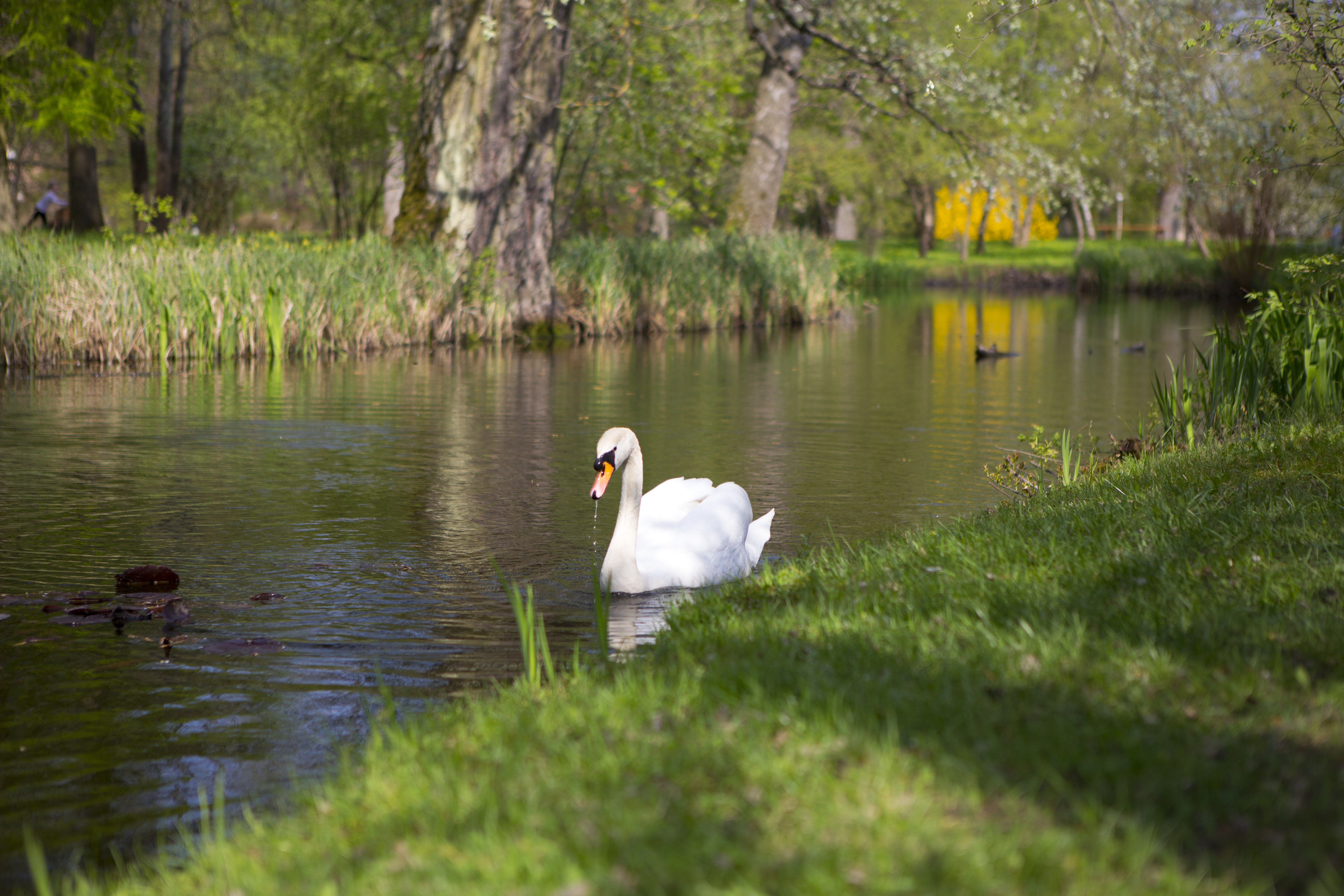
Estanque en el Jardín Botánico
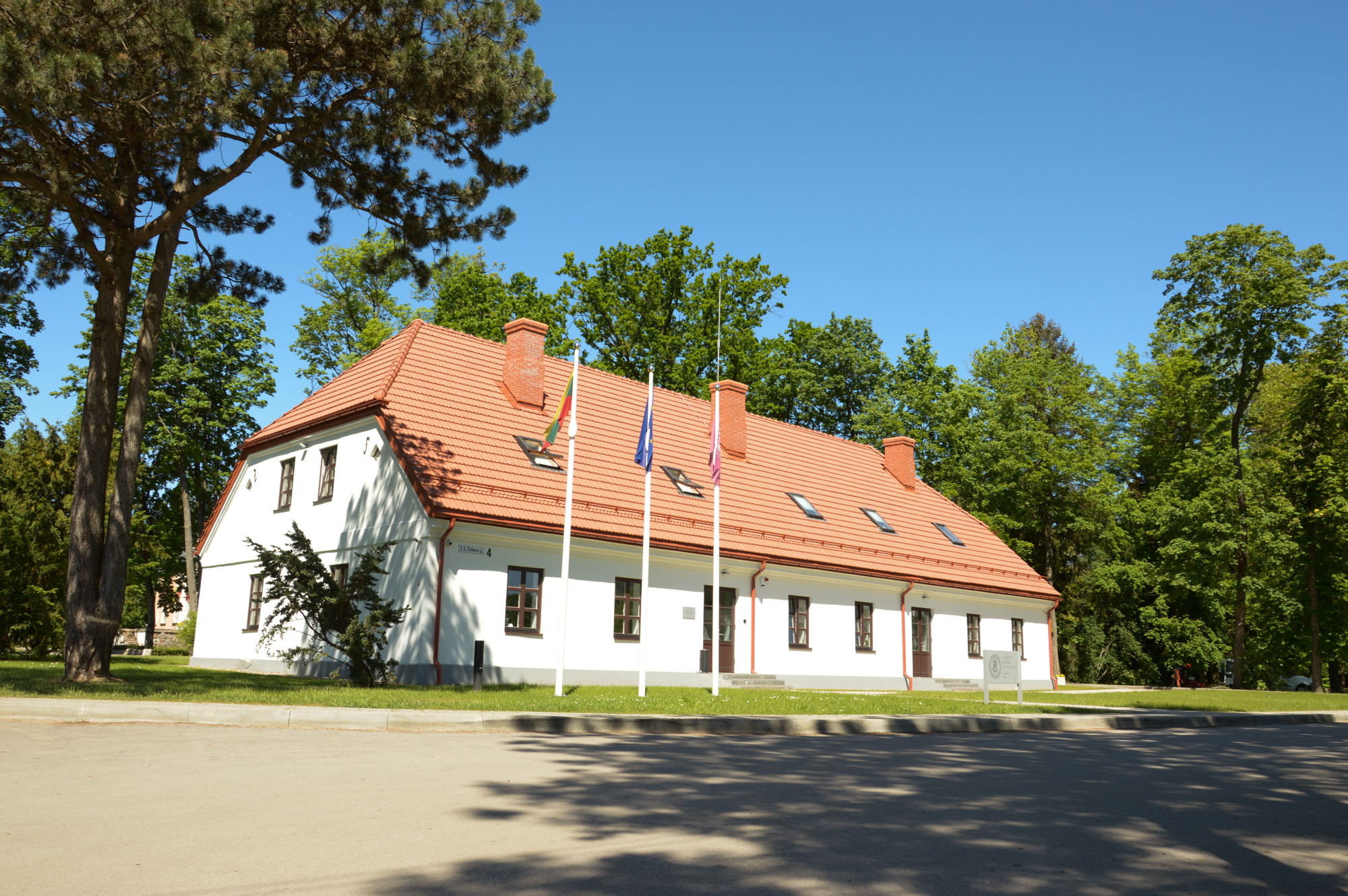
Edificio de administración